# Ossitricloruro di vanadio
L'ossitricloruro di vanadio o tricloruro di vanadile è il composto inorganico del vanadio pentavalente di formula VOCl3, contenente il vanadile VO, un gruppo piuttosto comune nella chimica del vanadio.
In condizioni normali è un liquido giallo chiaro, non infiammabile e distillabile. Per alcuni aspetti del suo comportamento chimico è simile al tricloruro di fosforile POCl3, ad esso isoelettronico di valenza, ma ne differisce per essere decisamente ossidante, come gli altri composti di vanadio(V).

## Struttura molecolare e proprietà
Il tricloruro di vanadile è igroscopico e a contatto con l'umidità dell'aria si idrolizza rapidamente, come pure fa vigorosamente con l'acqua o, meno velocemente, con alcoli e solventi protici in genere. È solubile in solventi organici aprotici polari come l'acetone (μ = 2,91 D), il diclorometano (μ = 1,62 D), l'etere etilico (1,15 D) e aprotici non polari, come esano, benzene e tetracloruro di carbonio (μ = 0). Viene usato come reattivo in sintesi organica.
Il tricloruro di vanadile è un composto termodinamicamente molto stabile, ΔHƒ° = -701,76 ± 1,30 kJ/mol, ma è anche un forte ossidante: in ambiente acido il suo potenziale standard di riduzione è E° = 1,0 V, cioè appena meno di quello del bromo (1,07 V). Parallelamente, la capacità della molecola di catturare elettroni è testimoniata anche dalla sua affinità elettronica, riportata come > (3,60 ± 0,50) eV; per confronto, quella di POCl3 è (1,41 ± 0,20) eV.

### Configurazione elettronica e struttura molecolare
Il vanadio in questo composto ha il suo massimo stato di ossidazione, +5, al quale corrisponde la configurazione elettronica 3 d 0, il che comporta che non ci sono elettroni spaiati e il composto è quindi diamagnetico. La forma della molecola è un tetraedro quasi regolare, con simmetria molecolare C3v; dato che i legami con i clori e e quello con l'ossigeno puntano da parti opposte, i loro momenti di dipolo tendono a sottrarsi vettorialmente e il momento dipolare complessivo della molecola risulta basso: in soluzione di CCl4 a 25 °C è riportato come μ = 0,3 D.
VOCl3 è un composto molecolare sia in fase vapore che allo stato solido cristallino.
Da un'indagine diffrattometrica ai raggi X su un monocristallo di VOCl3 risulta che la molecola nel reticolo cristallino ha simmetria Cs, minore di quella in fase gassosa (C3v). Il legame V=O è lungo 156,2 pm e i legami V–Cl 212,4 pm (medio); l'angolo medio O-V-Cl è di 107,2° e quello medio Cl-V-Cl è di 111,9°.
Da un'indagine di diffrazione elettronica in fase gassosa si trovano valori molto simili; il legame V=O risulta essere lungo 157,1 pm, quello V–Cl 213,7 pm; l'angolo O-V-Cl è di 107,8° e quello Cl-V-Cl è di 111,0°.

## Sintesi
VOCl3 può essere sintetizzato in vari modi. Una procedura prevede la clorurazione di V2O5 mescolato a carbone e scaldato al calor rosso. Questa stessa reazione si può effettuare anche partendo da V2O3. Il carbone serve per catturare l'ossigeno, dando monossido di carbonio, in modo analogo a quanto succede nel processo Kroll per la sintesi di TiCl4:
V2O5 + 3 Cl2 + 3 C   →   2 VOCl3 + 3 CO
V2O3 + 3 Cl2 + C   →   2 VOCl3 + CO
Alternativamente, si riscalda con cautela fino a circa 400 °C una miscela di V2O5 e AlCl3 anidro; l'allumina formata è involatile, mentre il VOCl3 viene separato per distillazione:
V2O5 + 2 AlCl3   →   2 VOCl3 + Al2O3
La clorurazione si può effettuare anche con SOCl2:
V2O5 + 3 SOCl2   →   2 VOCl3 + 3 SO2

## Reattività

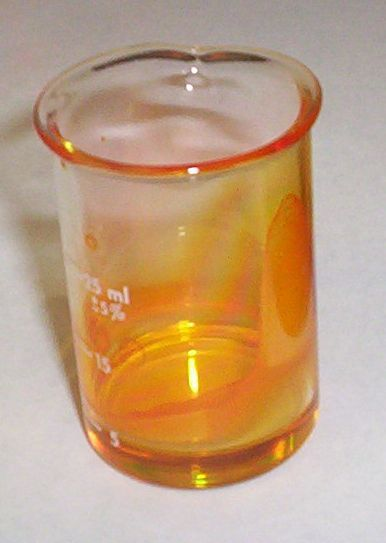
Un campione di VOCl_{3} (liquido giallo) reagisce con l'umidità dell'aria formando V_{2}O_{5} (rosso-arancio).

Il tricloruro di vanadile è un composto stabile fino a circa 180 °C, solubile in etere etilico e acido acetico glaciale, in alcool etilico ed altri alcoli si scioglie ma reagisce (vide infra). Risulta molto sensibile all'umidità. In presenza di quantità anche minime di acqua si idrolizza rapidamente formando anidride vanadica (pentossido di divanadio, rosso-arancio), che si idrata pochissimo, e acido cloridrico:
2 VOCl3 + 3 H2O   →   V2O5 + 6 HCl
Questa reazione è molto simile a quella di POCl3 e l'unica differenza è che la corrispondente anidride fosforica, diversamente dalla vanadica, è avidissima di acqua e si idrata immediatamente dando acido forforico.
In presenza di alcoli la reazione è dello stesso tipo (alcoolisi, invece di idrolisi) e si formano alcossidi di vanadile, ossia ortovanadati alchilici, cioè esteri dell'acido ortovanadico (molto poco stabile, H3VO4), che è analogo ad H3PO4:
VOCl3 + 3 ROH   →   VO(OR)3 + 3 HCl
Il tricloruro di vanadile si usa nella sintesi del dicloruro di vanadile (VOCl2, VIV) in una reazione di comproporzione:
V2O5  +  VOCl3  +  3 VCl3   →   6 VOCl2
Nella reazione con l'anidride ipoclorosa viene trasformato in cloruro di diossovanadio (VO2Cl) e il cloro presente viene in parte ossidato a Cl2:
VOCl3 + Cl2O   →   VO2Cl + 2 Cl2
VOCl3 è un acido di Lewis e forma addotti con basi di Lewis come acetonitrile e ammine. Nella formazione dell'addotto la coordinazione del vanadio diventa ottaedrica. Un esempio è la reazione con trietilammina:
VOCl3 + 2 NEt3   →   VOCl3(NEt3)2
Con gli ammino N-ossidi si formano similmente complessi ottaedrici; ad esempio, con la piridina N-ossido (PyNO):
VOCl3 + 2 PyNO   →   VOCl3(PyNO)2
Con diammine può raggiungere la coordinazione ottaedrica anche formando addotti 1:1, con formazione di un anello; nel caso della o-fenantrolina (Phen), un anello a cinque termini:
VOCl3 + Phen   →   VOCl3(Phen)
Con anioni come specie donatrici il tricloruro di vanadile forma complessi stabili; con lo ione cloruro si ottengono sali dello ione complesso ossotetraclorovanadato(V), [O=VCl4] –, dove l'atomo di vanadio adotta una coordinazione piramidale a base quadrata, con l'atomo di ossigeno sul vertice; ad esempio, con cloruri di ammonio quaternario, si ha:
Et4N+Cl –  +  VOCl3   →  [Et4N+] [VOCl4] –
Come acido di Lewis, Il tricloruro di vanadile riesce anche a strappare uno ione cloruro dal pentacloruro di fosforo, formando il corrispondente sale di tetraclorofosfonio PCl4+:
PCl5  +  VOCl3   →  [Cl4P]+ [VOCl4] –

## Usi
VOCl3 è usato come catalizzatore nella produzione di gomme etilene-propilene (EPDM) e come materiale di partenza per la sintesi di composti organici di vanadio.

## Tossicità / Indicazioni di sicurezza
VOCl3 è disponibile in commercio. Il composto è tossico per ingestione e inalazione. Risulta corrosivo per tutte le mucose, gli occhi e la cute. A contatto con acqua reagisce violentemente sviluppando acido cloridrico.